# 마린 파크역
마린 파크 역(일본어: マリンパーク駅, マリンパークえき)은 일본 효고현 고베시 히가시나다구에 있는 고베 신교통 롯코 아일랜드 선의 역이다. 역 번호는 R06이다. 본 노선의 종착역이지만, 궤도는 RICS(롯코 아일랜드 카 스쿨) 근처까지 뻗어 있다.

## 역 구조
섬식 승강장 1면 2선의 고가역이다. 1번 선은 평일 아침 러시아워에만 사용하고 통상 2번 선에서 발차한다.
야간 주박도 설정되어 있다.
롯코 라이너는 이 역이 종점이지만 선로는 차량기지까지 연결되어 있다.

### 승강장
| 1 | ■ 롯코 라이너 | 스미요시 방면 (보통 출근 시간대에만 사용) |
| 2 | ■ 롯코 라이너 | 스미요시 방면 (보통은 이 승강장에서 출발) |

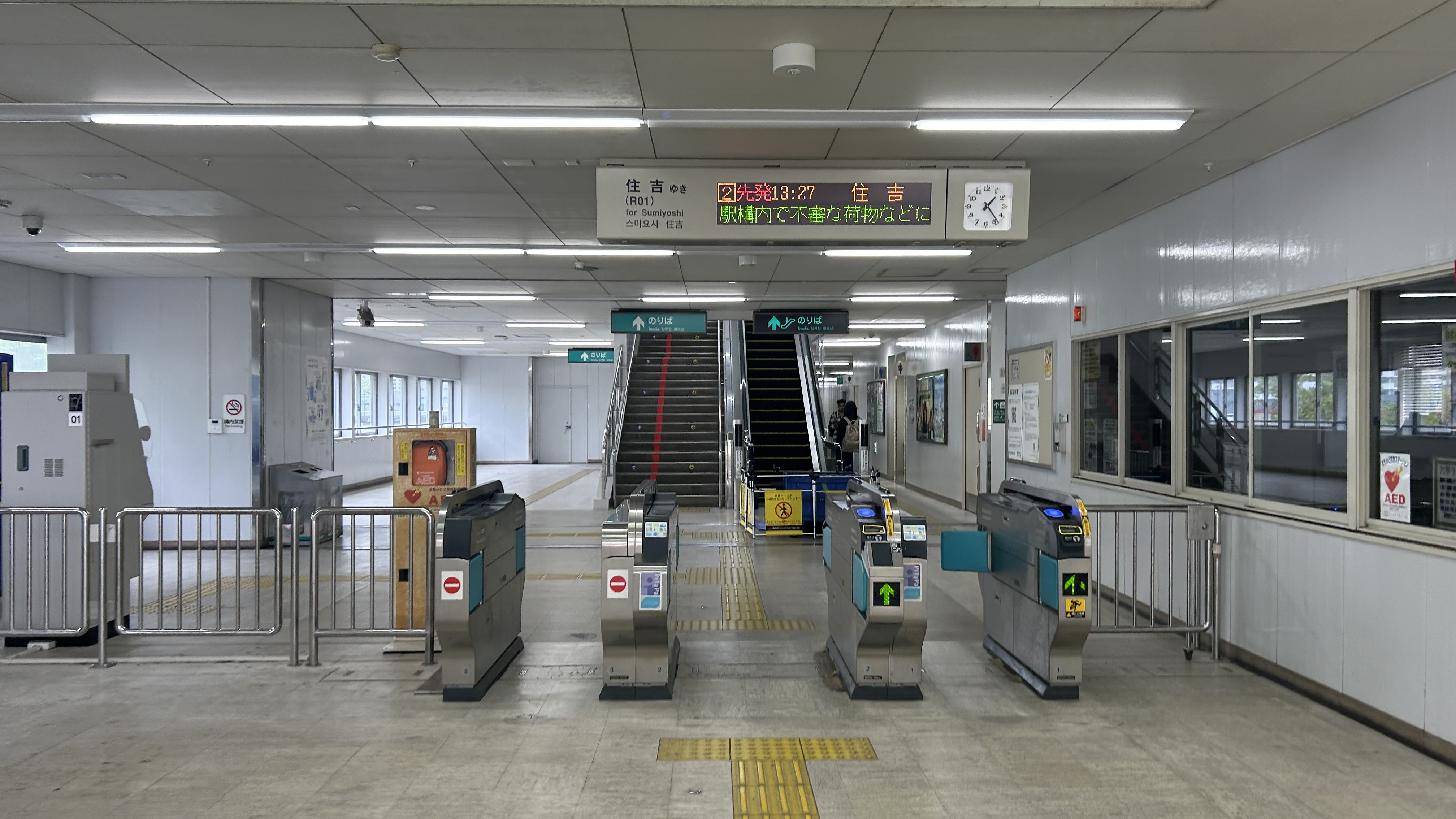
개찰구
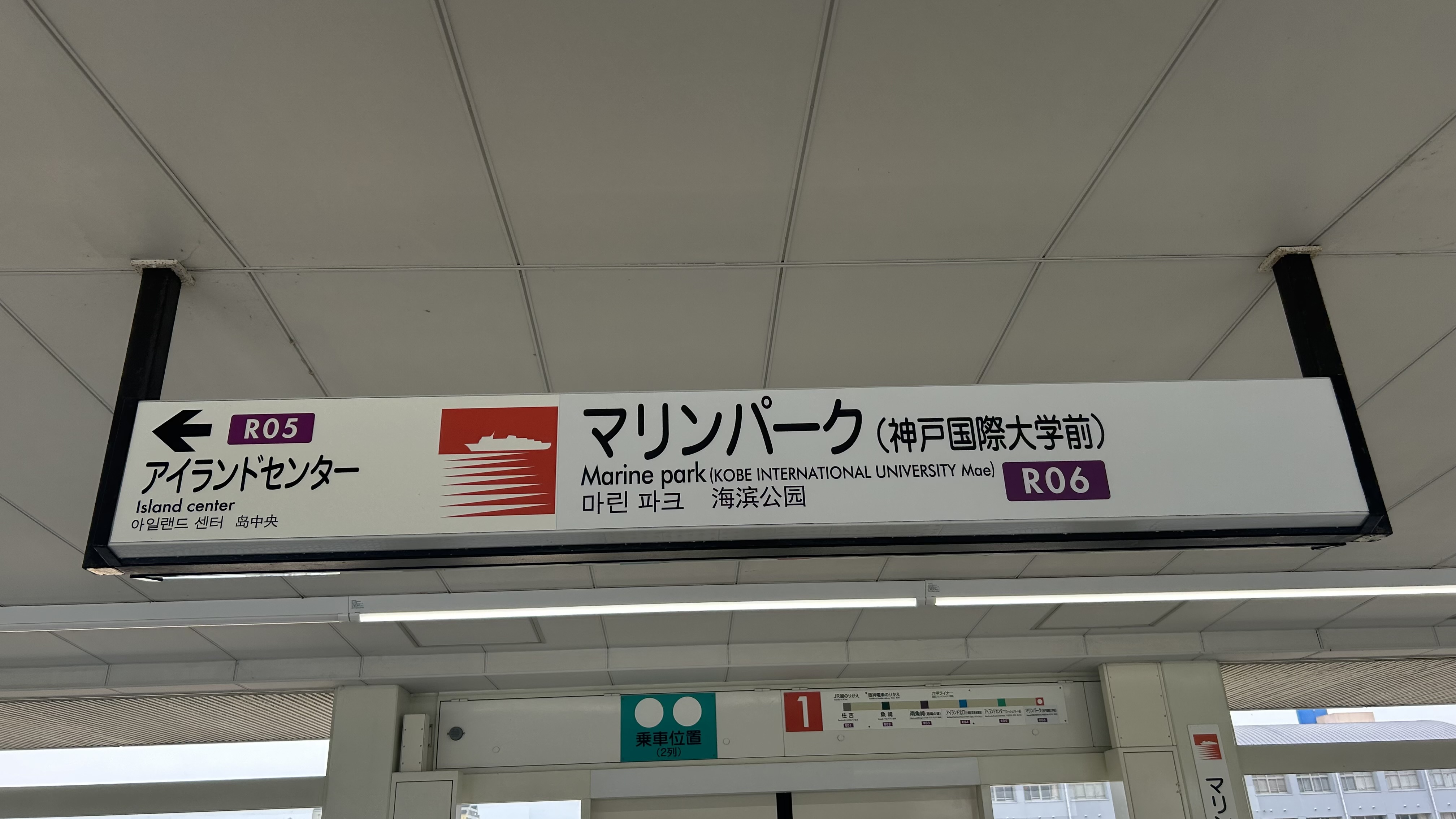
역명 표
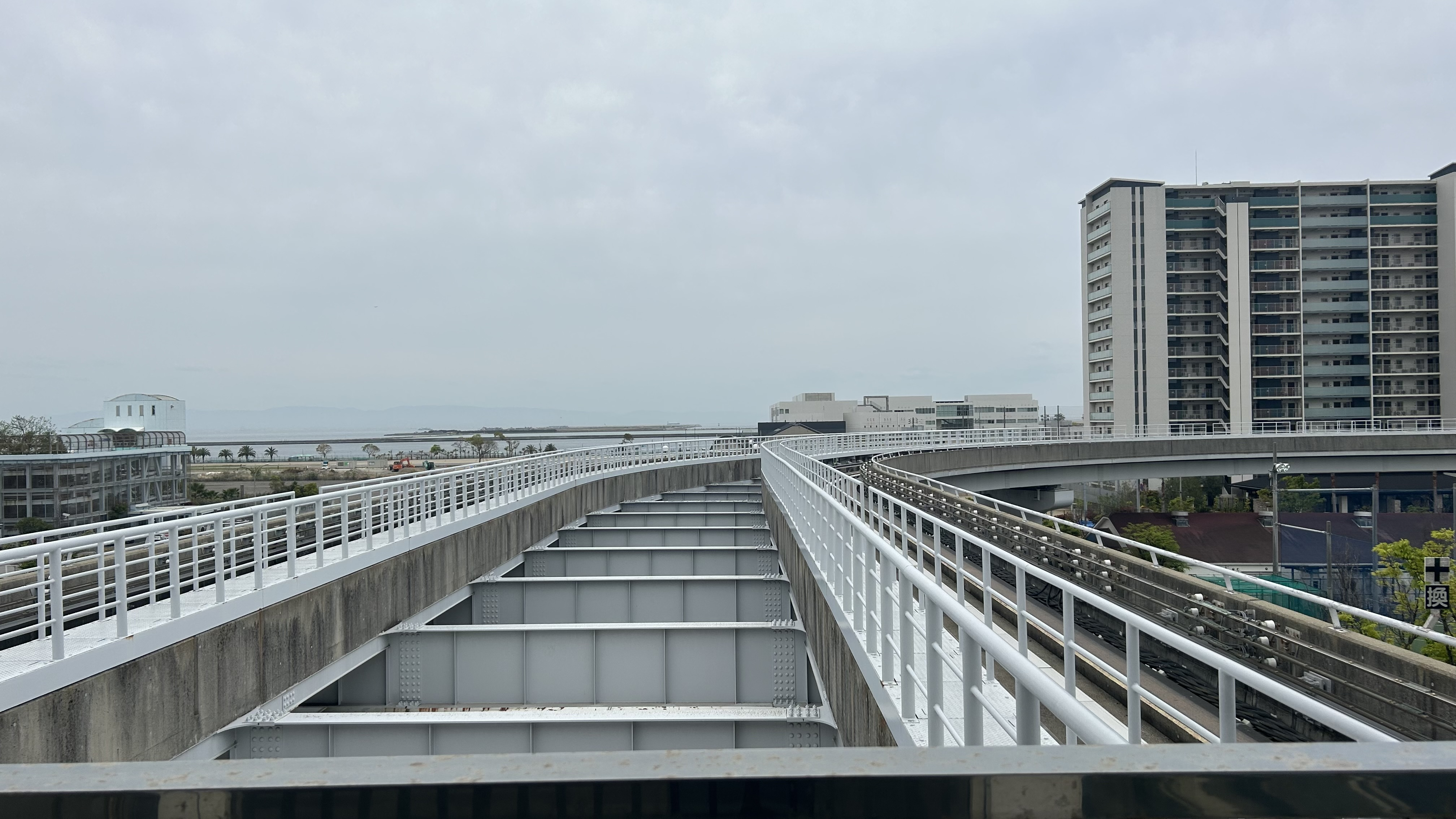
차량기지 입출고 라인

## 역 주변
- 고베 시립 롯코 아일랜드 고등학교
- 고베 국제대학
- 다카하롯코 아일랜드 초등학교
- 마린 파크
- 캐나디안 아카데미
- 롯코지마 검차장
- 데카파토스
- 고베 여자 축구 센터

## 역사
- 1990년 2월 21일: 개업.
- 1995년
  - 1월 17일: 한신・아와지 대지진 피해를 입고 전 구간 운휴.
  - 5월 12일: 아일랜드 기타구치 ~ 당역 구간이 복구되어 영업 재개.
  - 8월 23일: 전 구간이 복구됨.

## 사진

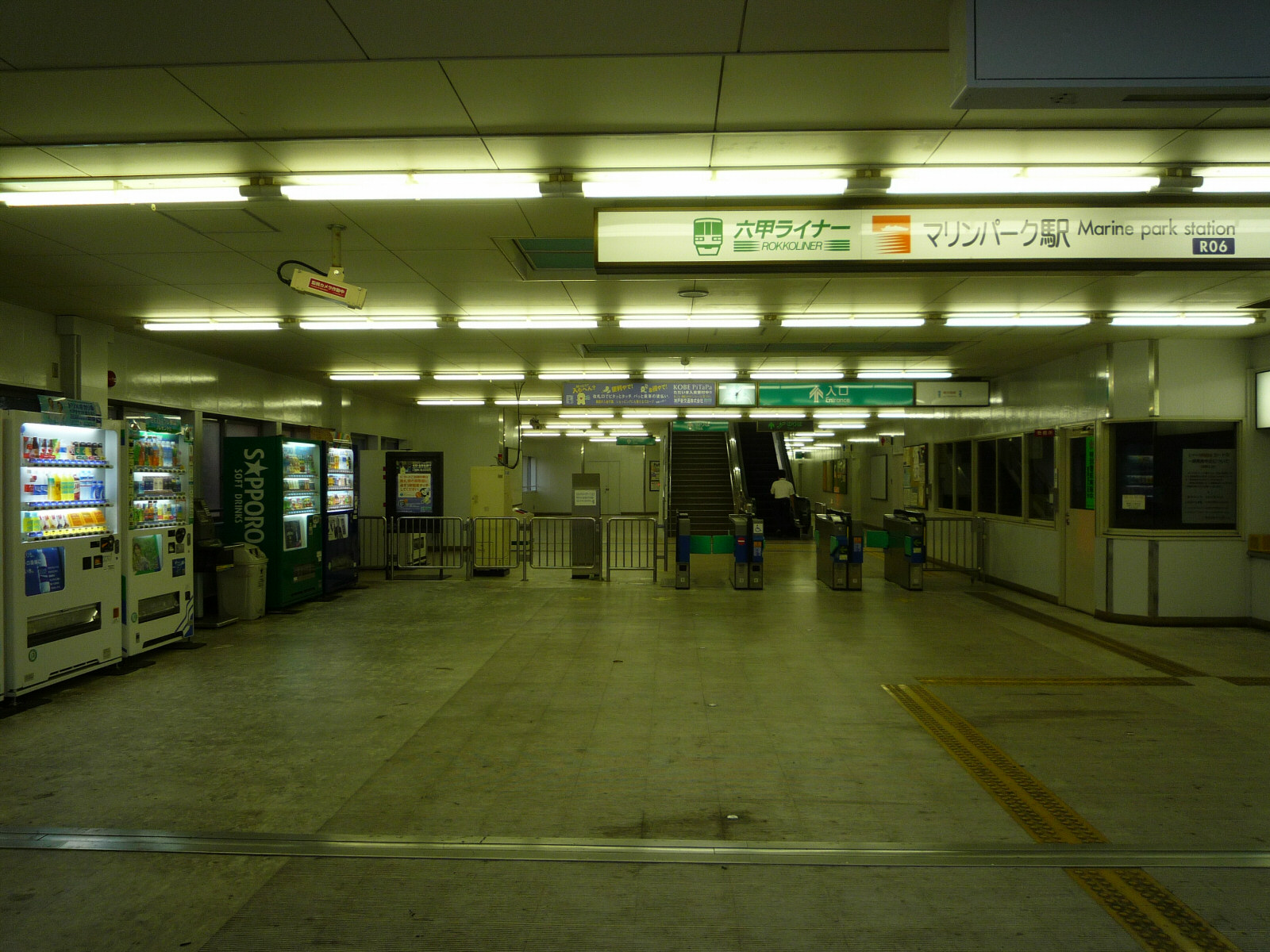
개찰구

## 인접역
| 고베 신교통 ■ 롯코 아일랜드 선 (롯코 라이너) | 고베 신교통 ■ 롯코 아일랜드 선 (롯코 라이너) | 고베 신교통 ■ 롯코 아일랜드 선 (롯코 라이너) |
| -------------------------------------------- | -------------------------------------------- | -------------------------------------------- |
| R05 아일랜드 센터 스미요시 방면              |                                              | 시·종착역                                    |